# Endre Botka
Endre Botka (* 25. August 1994 in Budapest) ist ein ungarischer Fußballspieler. Der Außenverteidiger steht aktuell bei Ferencváros Budapest unter Vertrag und spielt für die ungarische Nationalmannschaft.

## Karriere
Endre Botka unterschrieb im Jahr 2013 bei Honvéd Budapest, für welche er auch schon in der Jugend gespielt hatte, seinen ersten Profivertrag. Am 11. Mai 2014 gab er in einem Spiel gegen Győri ETO FC sein Debüt in der höchsten ungarischen Spielklasse.
In der Saison 2014/15 wurde Botka von Juli bis Dezember an den Ligakonkurrenten Kecskeméti TE ausgeliehen, für welchen er 15 Spiele bestritt und ein Tor erzielte.
Nach seiner Rückkehr etablierte sich Botka bei Honvéd als Stammspieler, bevor er im Januar 2017 schließlich zum ungarischen Rekordmeister Ferencváros Budapest wechselte. Dort debütierte er am 18. Februar beim 0:0-Unentschieden gegen Debreceni Vasutas SC. Mit Ferencváros wurde er bisher sechs Mal ungarischer Meister und gewann zwei Mal den nationalen Pokal.

## Nationalmannschaft
Sein Länderspieldebüt gab Botka am 15. November 2016 in einem Freundschaftsspiel gegen Schweden, welches mit 0:2 endete. Bei der Europameisterschaft 2021 war er Bestandteil des ungarischen Kaders, welcher jedoch nicht über die Gruppenphase hinauskam.

## Erfolge
Honvéd Budapest
- Ungarischer Meister: 2016/17

Ferencváros Budapest
- Ungarischer Meister: 2018/19, 2019/20, 2020/21, 2021/22, 2022/23, 2023/24
- Ungarischer Pokal: 2016/17, 2021/22